# Luiza Licina-Bode

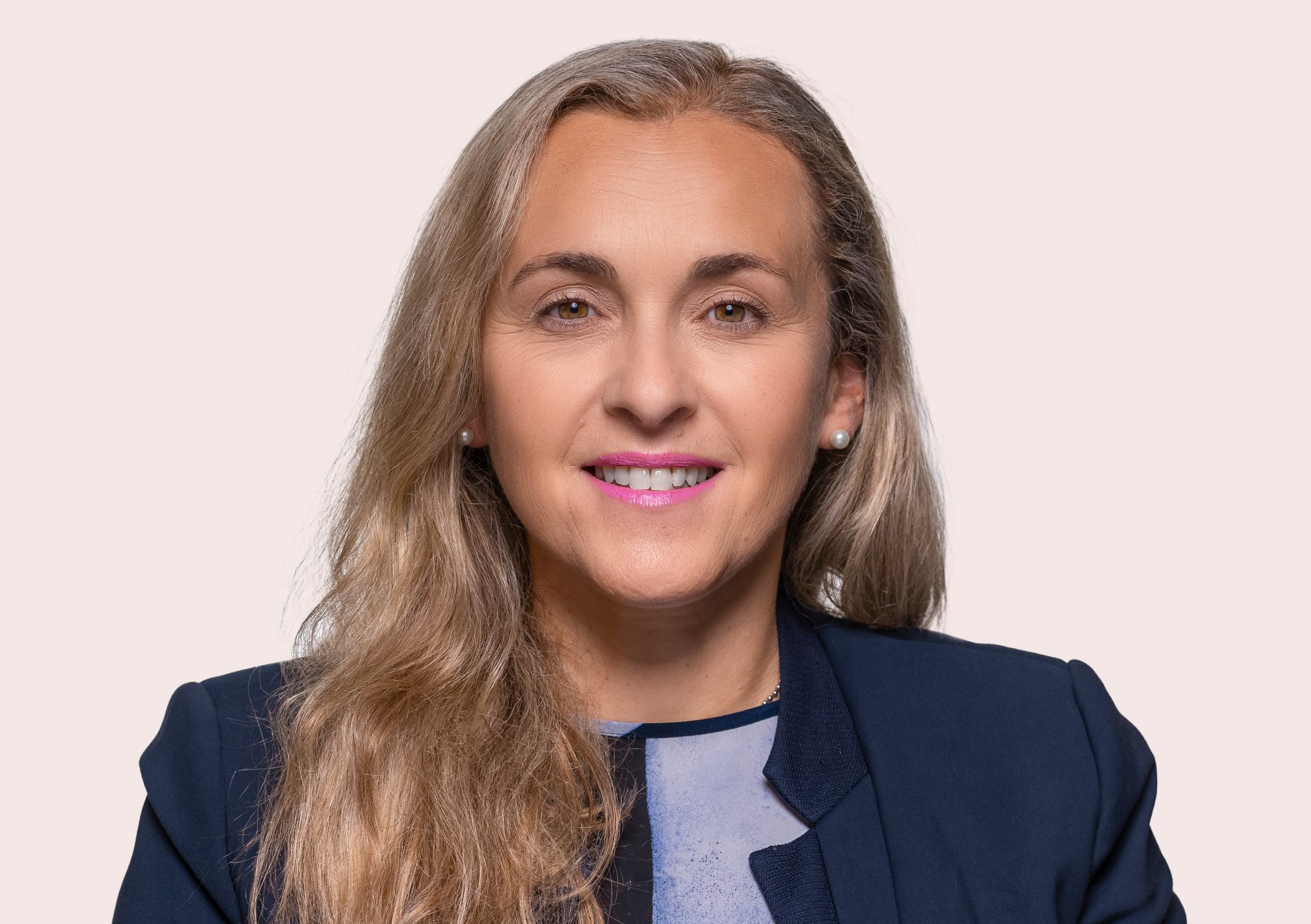
Luiza Licina-Bode (2021)

Luiza Licina-Bode (* 10. Oktober 1972 in Bad Berleburg) ist eine deutsche Politikerin (SPD) und Volljuristin. Sie wurde seit dem 26. September 2021 gewähltes Mitglied des Deutschen Bundestages (MdB) aus dem Wahlkreis Siegen-Wittgenstein.

## Leben
Licina-Bode bestand im Jahr 1995 das Abitur in Siegen und studierte im Anschluss Rechtswissenschaften bis zum Abschluss mit dem 1. Staatsexamen. Im Anschluss absolvierte sie ihr Referendariat am Oberlandesgerichten Düsseldorf und Frankfurt am Main und schloss dieses erfolgreich mit dem 2. Staatsexamen ab. Zwischen 2008 und 2015 arbeitete Luiza Licina-Bode als selbstständige Rechtsanwältin mit den Schwerpunkten Arbeitsrecht, Sozialrecht, Mietrecht und Familienrecht in der Kanzlei LL-B in Bad Laasphe. 2015 wechselte sie als Beamtin ins Bundesamt für Migration und Flüchtlinge. Nach Stationen als Gesamtpersonalrätin des Bundesamtes für Migration und Flüchtlinge (Mitglied des Vorstandes, stellvertretende Beamtensprecherin) und Hauptpersonalrätin beim Bundesministerium des Innern, für Bau und Heimat (Mitglied des erweiterten Vorstandes) vertritt sie Ver.di im Gesamt- und Hauptpersonalrätin im Geschäftsbereich des Bundesministeriums des Innern, für Bau und Heimat.

## Politik
Licina-Bode wurde im Jahr 2005 Mitglied der SPD. 2011 rückte sie erstmals als Stadtverordnete im Rat der Stadt Bad Laasphe nach, wurde bei den Kommunalwahlen in Nordrhein-Westfalen 2014 bestätigt und blieb bis 2019 Mitglied. Zwischen 2011 und 2019 war sie außerdem Mitglied im Zweckverband Region Wittgenstein. Von 2009 bis 2013 war sie auch stellvertretende Vorsitzende des Unterbezirksausschusses der SPD Siegen-Wittgenstein.
Bei der Bundestagswahl 2021 wurde Licina-Bode über die Landesliste der NRW-SPD erstmals in den Deutschen Bundestag gewählt.

## Mitgliedschaften
Luiza Licina-Bode ist Mitglied der überparteilichen Europa-Union Deutschland, die sich für ein föderales Europa und den europäischen Einigungsprozess einsetzt.